# Ralph Kirkpatrick
Ralph Leonard Kirkpatrick (Leominster, Massachusetts, 10 de junio de 1911 – Guilford, Connecticut, 13 de abril de 1984) fue un destacado clavecinista, musicólogo y profesor estadounidense, reconocido por su labor en la interpretación y estudio de la música barroca, especialmente las obras de Johann Sebastian Bach y Domenico Scarlatti.

## Biografía

### Formación y primeros años
Kirkpatrick comenzó sus estudios de piano a los seis años y se graduó en la Universidad de Harvard en 1931, donde estudió piano y notación musical. Posteriormente, amplió su formación en Europa gracias a una beca John Knowles Paine. En París, estudió con Nadia Boulanger y Wanda Landowska; en Haslemere, con Arnold Dolmetsch; en Berlín, con Heinz Tiessen; y en Leipzig, con Günther Ramin.
En enero de 1933, realizó su debut europeo en Berlín interpretando las Variaciones Goldberg de Bach. Durante los veranos de 1933 y 1934, enseñó en el Mozarteum de Salzburgo. Una beca Guggenheim en 1936 le permitió estudiar manuscritos del siglo XVII y XVIII en Europa.

### Carrera académica y musicológica
En 1940, Kirkpatrick fue nombrado profesor en la Universidad de Yale, donde enseñó hasta su jubilación en 1976. En 1964, fue el primer profesor visitante Ernest Bloch en la Universidad de California, Berkeley, donde ofreció una serie de conferencias sobre El clave bien temperado de Bach. Estas conferencias fueron publicadas póstumamente en 1984 bajo el título Interpreting Bach's Well-Tempered Clavier: A Performer's Discourse of Method.
Es ampliamente reconocido por su catálogo cronológico de las sonatas para teclado de Domenico Scarlatti, publicado en 1953. Este catálogo reemplazó al anterior de Alessandro Longo y es actualmente el sistema de numeración estándar para estas obras, identificado por la letra "K" seguida del número de la sonata.

### Interpretaciones y grabaciones
Kirkpatrick ganó notoriedad por sus grabaciones de las obras para clave de Johann Sebastian Bach y Domenico Scarlatti. Sus interpretaciones son elogiadas por su fraseo expresivo y atención al detalle. Además de Bach y Scarlatti, grabó obras de Rameau, Couperin, Handel, Byrd y Purcell, así como piezas modernas de compositores como Elliott Carter y Henry Cowell, algunas de las cuales fueron dedicadas a él.
Incluso después de perder la vista en 1976, Kirkpatrick continuó presentándose en recitales, incluyendo actuaciones en el Palacio de Versalles y en la Frick Collection de Nueva York. Una de sus últimas presentaciones fue en el primer Festival de Música Antigua de Boston en 1981.

### Publicaciones
Entre sus publicaciones destacan:
- Domenico Scarlatti (Princeton University Press, 1953)
- Interpreting Bach's Well-Tempered Clavier: A Performer's Discourse of Method (Yale University Press, 1984)
- Early Years (Peter Lang, 1985)

Su sobrina, Meredith Kirkpatrick, editó colecciones de sus cartas y ensayos, incluyendo Ralph Kirkpatrick: Letters of the American Harpsichordist and Scholar (2014) y Reflections of an American Harpsichordist: Unpublished Memoirs, Essays, and Lectures of Ralph Kirkpatrick (2017).

### Reconocimientos y legado
Kirkpatrick fue miembro de la Academia Estadounidense de las Artes y las Ciencias y de la Sociedad Filosófica Estadounidense. En su honor, el asteroide 9902 Kirkpatrick lleva su nombre.
Falleció en Guilford, Connecticut, a los 72 años.